# Бездротова точка доступу

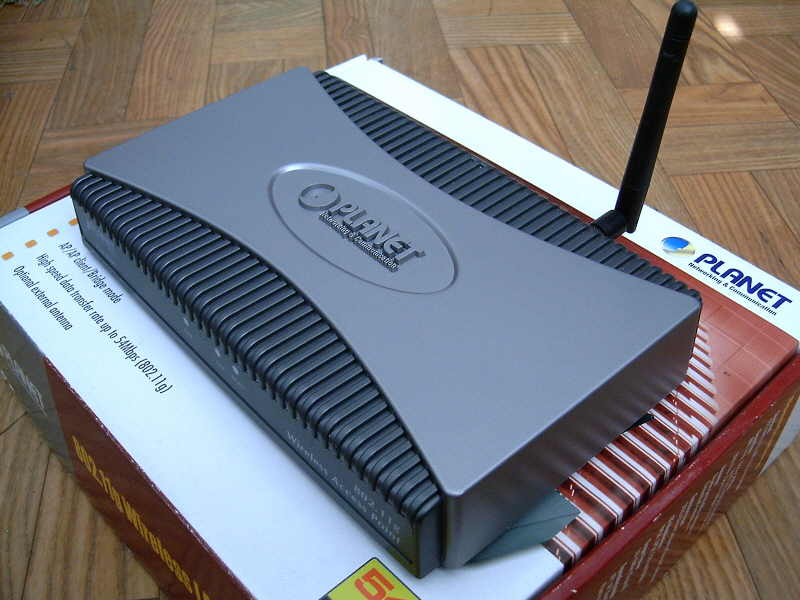
Точка доступу Planet WAP-4000

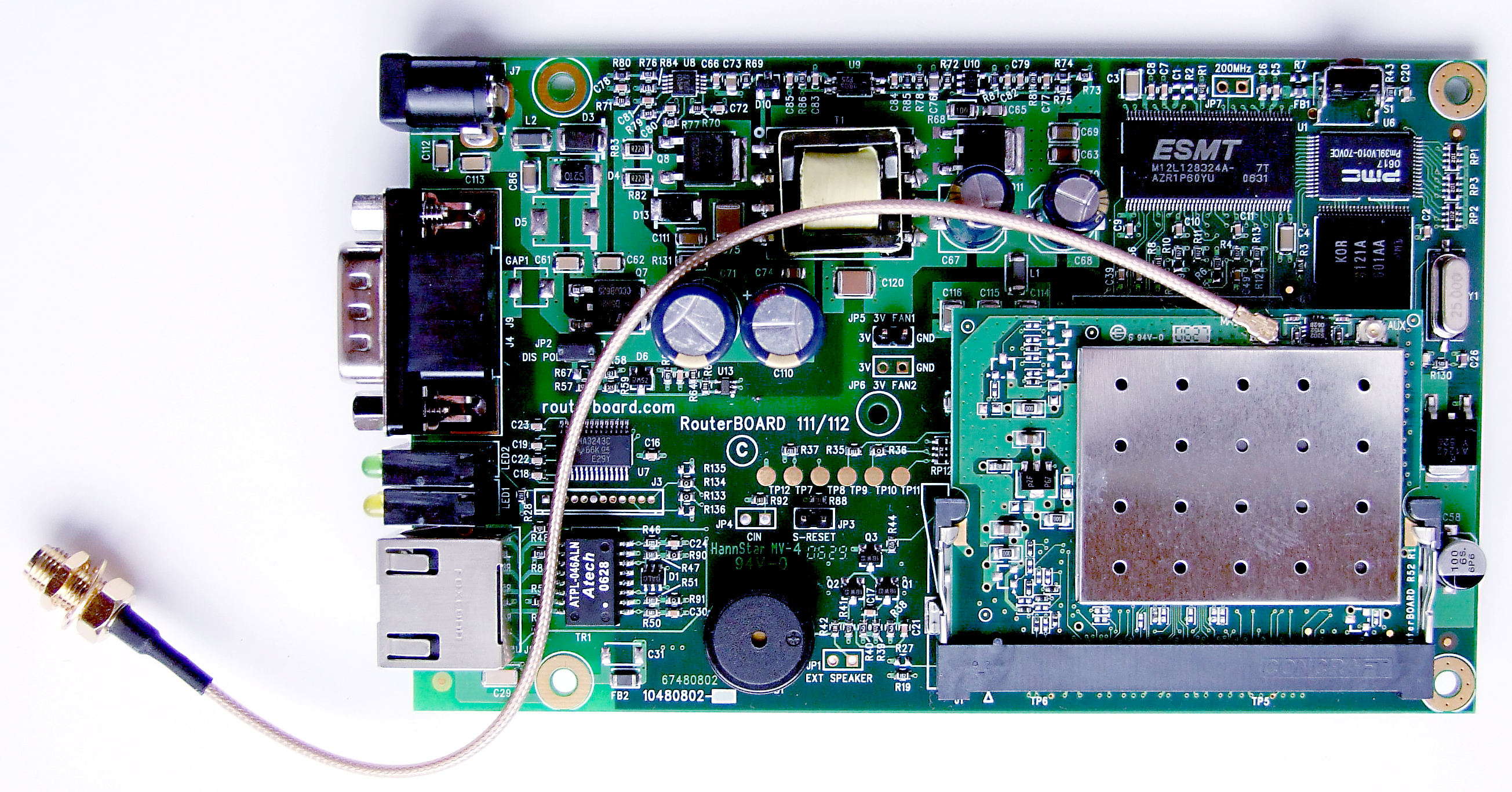
RouterBoard 112 з U.FL-RSMA пігтейлом і R52 miniPCI Wi-Fi картою

Бездротова точка доступу, безпровідна точка доступу (англ. wireless access point) — центральний пристрій бездротової мережі, яку використовують для з'єднання між бездротовими клієнтами, а також для з'єднання дротового і бездротового сегментів (виконує функції моста між ними).
Точки доступу різняться за такими основними параметрами, як виконання (зовнішнє або внутрішнє), підтримувані протоколи (наприклад 802.11b або 802.11a), функціональність.

## Використання
Найчастіше бездротові точки доступу використовуються для надання доступу мобільним пристроям (ноутбуки, принтери і т. д.) до стаціонарної локальної мережі.
Також бездротові точки доступу часто використовуються для створення так званих «гарячих точок» — областей, у межах яких клієнтові надається, як правило, безкоштовний доступ до мережі Інтернет. Зазвичай такі точки містяться в бібліотеках, аеропортах, вуличних кафе великих міст.
Останнім часом спостерігається підвищення інтересу до бездротових точок доступу при створенні домашніх мереж. Для створення такої мережі в межах однієї квартири достатньо однієї точки доступу. Можливо, цього буде достатньо для включення в мережу і сусідів прилеглих квартир. Для включення в мережу квартири через одну, безумовно, буде потрібна ще одна точка доступу, яка буде служити ретранслятором сигналу, знесиленого внаслідок проходження через опорну стіну.

## Конструкція
Цей пристрій багато в чому подібний до клієнтського адаптера. Як і останній, він складається з приймача та інтегрованого інтерфейсного чипа, але наділений великою кількістю інтелектуальних функцій і більш складною електронікою.
Конструктивно точки доступу можуть бути виконані як для зовнішнього використання (захищений від впливів зовнішнього середовища варіант), так і для використання всередині ділових і житлових приміщень. Також існують пристрої, призначені для промислового використання, що враховують специфіку виробництва.
Що стосується функціональності, у різних точок доступу вона може істотно різнитися, іноді надаючи засоби діагностики і контролю мережі, віддаленого налаштування та усунення несправностей. Крім того, останнім часом з'явилися точки доступу, що дають змогу виробляти багатокористувацький обмін файлами (їх трансляцію), минаючи сервер.
На кінець 2009 можна говорити про зростання популярності комбінованих пристроїв, що інтегрують у собі функції власне безпровідного мережевого адаптера (плати, карти, контролера), маршрутизатора і, наприклад, кабельного модему.

## Застосування
Точки доступу покликані виконувати найрізноманітніші функції як для підключення групи комп'ютерів (кожен з бездротовим мережним адаптером) в самостійні мережі (режим Ad-hoc), так і для виконання функції моста між бездротовими та кабельними ділянками мережі (режим Infrastructure).
Для режиму Ad-hoc максимально можлива кількість станцій — 256. У Infrastructure-режимі допустимо до 2048 бездротових вузлів.
Слід враховувати, що точка доступу — це звичайний концентратор. При декількох підключеннях до однієї точки смуга пропускання ділиться на кількість підключених користувачів. Теоретично обмежень на кількість підключень немає, але на практиці варто обмежитися, виходячи з мінімально необхідної швидкості передачі даних для кожного користувача. Тим не менш, у сучасних точках доступу є режим WMM, що дозволяє адаптивно керувати пропускною здатністю окремих клієнтських пристроїв до мережі, аналізуючи трафік і встановлюючи пріоритет тих чи інших онлайн-сервісів.
За допомогою точки доступу можна легко організувати роумінг при переміщенні мобільного комп'ютера користувача в зоні охоплення більшої, ніж зона охоплення однієї точки доступу, організувавши «стільники» з декількох точок доступу і забезпечивши перекриття їхніх зон дії. У цьому випадку необхідно забезпечити, щоб у передбачуваній зоні переміщення мобільного користувача всі точки доступу та мобільні комп'ютери мали однакові налаштування (номери каналів, ідентифікатори та ін.).

## Стандарти
Найпопулярнішими стандартами для точок доступу є Wi-Fi (IEEE 802.11) і Bluetooth. У технології Bluetooth існує спеціальний профіль PAN (Personal Area Network) для цих цілей.